# Link-Belt Construction Equipment
Link-Belt Construction Equipment — американская машиностроительная компания по выпуску самоходных стреловых подъёмных кранов, навесного оборудования к ним, сопутствующих систем и др.
Является крупнейшим американским производителем стреловых самоходных кранов грузоподъёмностью до 300 тонн. До 1998 года в состав компании входило подразделение по выпуску экскаваторов (ныне LBX Company LLC).
Штаб-квартира располагается в Лексингтоне, штат Кентукки, США. В настоящее время компания на 100 % принадлежит японской компании Sumitomo Heavy Industries.

## История

### Цепной привод
Уильям Дана Иуорт, молодой предприниматель из Белл-Плейн, изобрёл привод из цепи со сменными звеньями. 1 сентября 1874 года Уильям Иуорт на свою разработку, названную «улучшением цепного привода», получает патент.

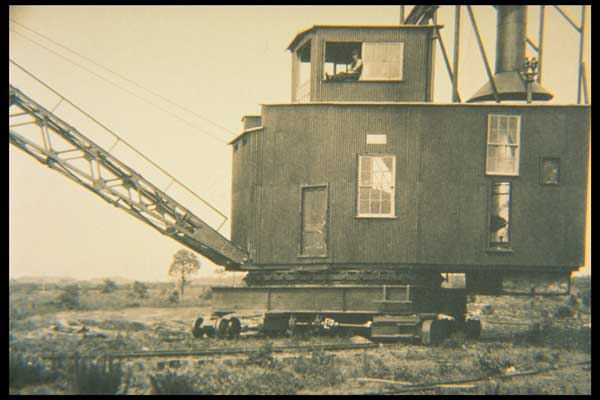
Первый ширококолейный паровой кран, 1890

После чего он решает применить свою разработку «где только можно» — подобный использовался в комбайнах, грузоподъёмных кранах и другой технике. Сразу же после показа в Чикаго своего изобретения в 1875 году, Иуорт при помощи Джона Кунли из компании Chicago Malleable Iron и ещё нескольких инвесторов была основана компания William D. Ewart Manufacturing Co, ставшая серийно производить новое изобретение.
А в 1880 году Иуорт основывает компанию под названием Link-Belt Machinery со штаб-квартирой в Чикаго. Новая компания занималась разработкой и выпуском конвейеров и другого оборудования для промышленности и сельского хозяйства. В 1888 году им была открыта вторая компания, Link-Belt Engineering Company.

### Первые подъёмные краны
Начиная с разработки приводной системы Link-Belt продолжала развиваться на протяжении всего десятилетия. Около 1890 года две компании (Link-Belt Machinery Company и Link-Belt Engineering Company) начали выпуск первых ширококолейных грейферных грузоподъёмных кранов с паровым приводом. Эти краны стали предшественниками современной строительной техники Link-Belt.
В 1903 году Link-Belt продаёт свой первый кран «Железнодорожному Концерну Соединённых Штатов». А через три года акции компании выходят на биржу (под именем Link-Belt Company). В том же году Link-Belt консолидируется с компаниями Ewart Manufacturing Co., Link-Belt Machinery Co. и Link-Belt Engineering Co.

### Экскаваторы
В 1920-х годах компания имела четыре производственные мощности: в Чикаго, Филадельфии, Индианаполисе и Сан-Франциско. В 1922 году Link-Belt, уже производившая на тот момент оборудование для погрузочно-разгрузочных работ и линейку железнодорожных кранов, начинает выпуск гусеничных экскаваторов, получивших имя «Crane-Shovels». Они стали предшественниками современных экскаваторов Link-Belt. Эта линейка продукции расширялась и к концу 1930-х годов стала полной. Тогда же, в 1922-м компания Speeder Machinery Corporation, принадлежавшая Дж. Т. Ронку из города Леон, покупает колёсный экскаватор с паровым приводом, названный «Tumbletug». Его чертежи легли в основу будущих конструкций кранов.

### Link-Belt Speeder Corporation

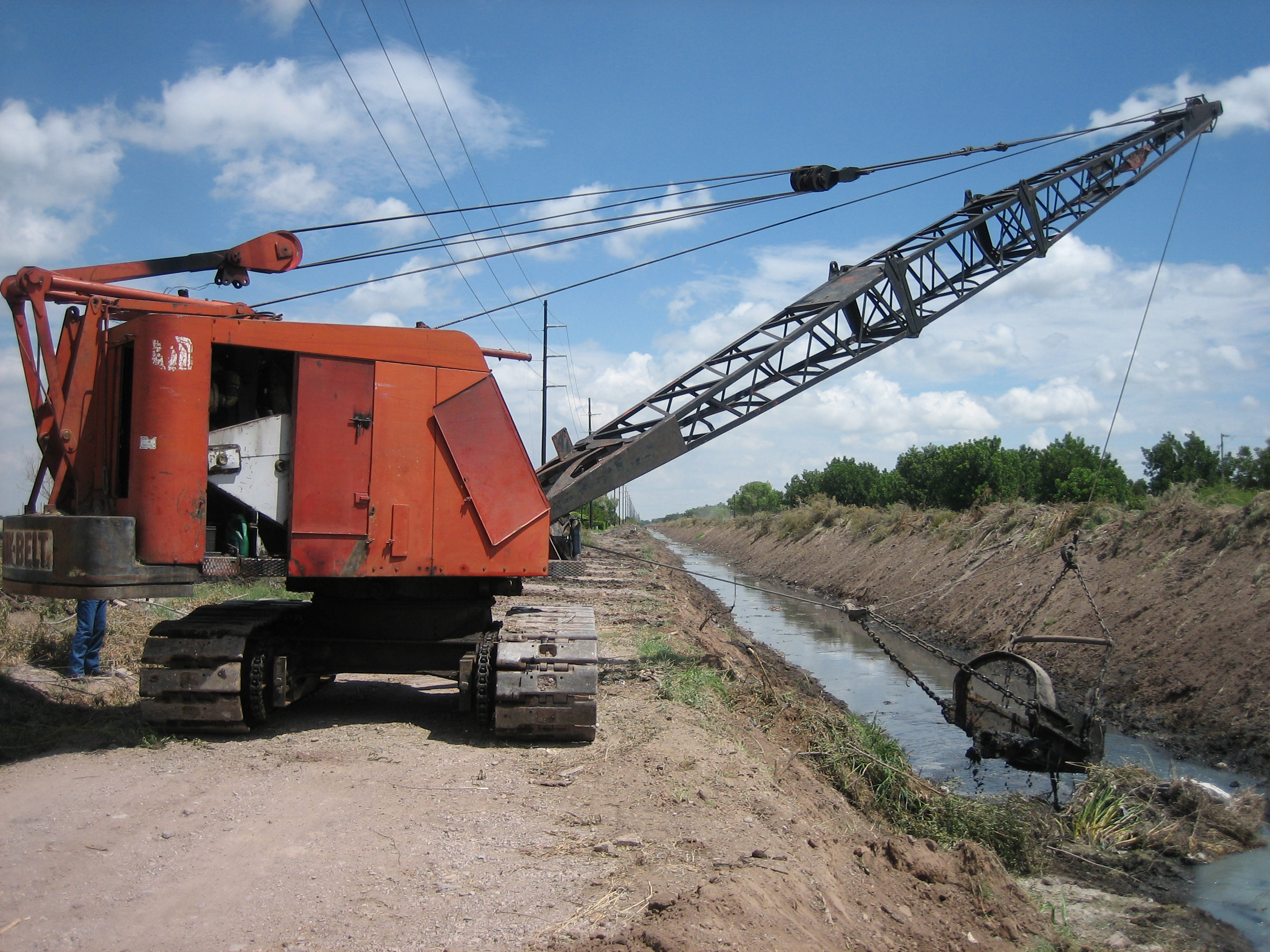
Экскаватор-драглайн

В 1936 году Link-Belt представила гидравлическую систему управления, позже ставшую известной как система контроля мощности Speed-O-Matic. Эта система стала стандартом в промышленности грейферных кранов. К 1939 году Link Belt объединяется с компанией Speeder Machinery Corporation, выпускавшей линейку малых кранов и колёсных экскаваторов. Штаб-квартира новой «Link-Belt Speeder Corporation» стала располагаться в городе Сидар-Рапидс, штат Айова. Эта консолидация дала новой корпорации полную линейку машин с централизованными разработкой, изготовлением и продажей, давшими существенный рост и прибыль в течение последующих 30 лет.

### FMC Link-Belt

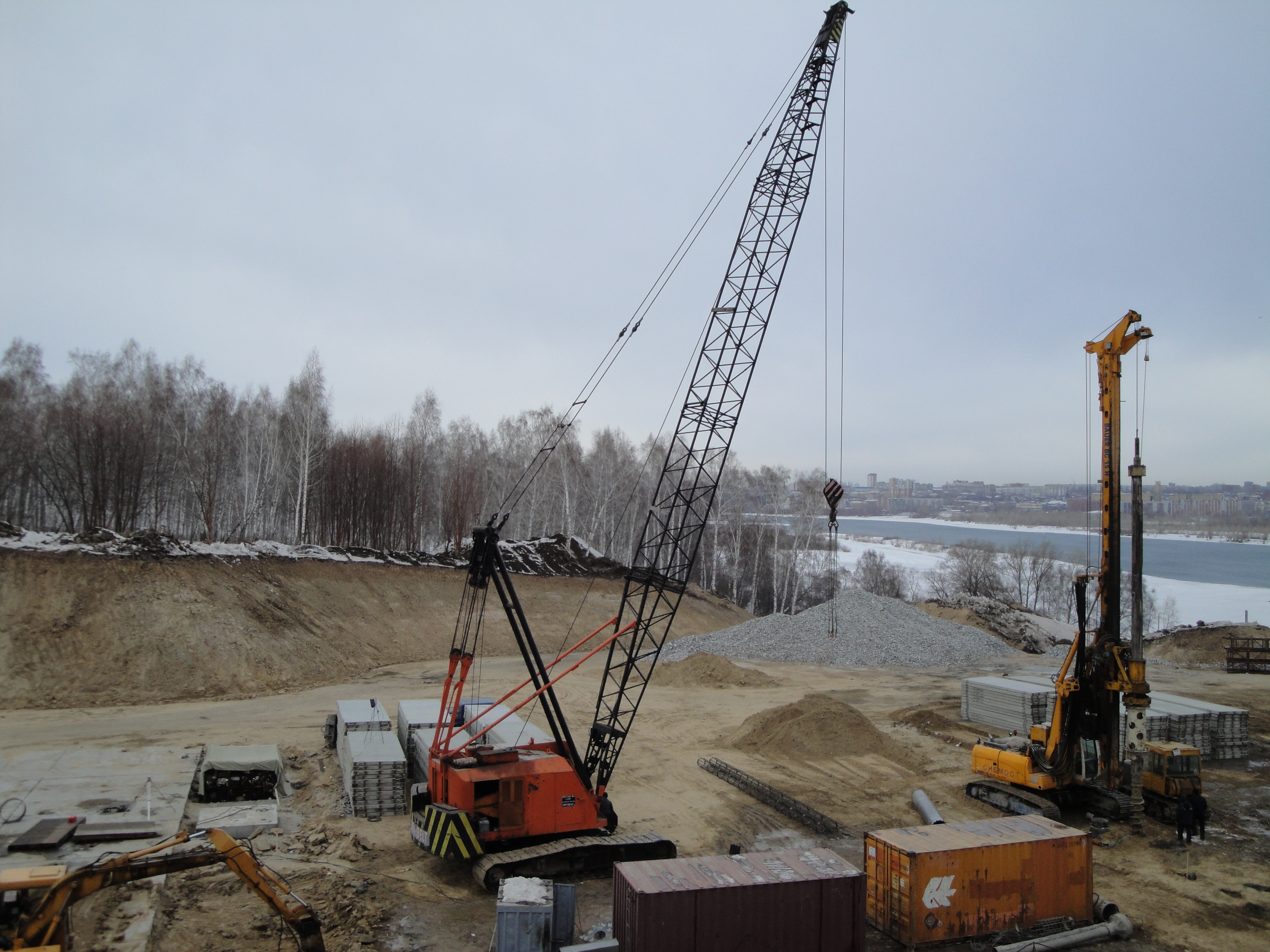
Гусеничный кран на строительстве моста

В 1962 году Link-Belt начинает налаживать сотрудничество с японской корпорацией Sumitomo. А через пять лет, Link-Belt покупается корпорацией FMC. Новая, объединённая компания стала располагаться в Чикаго (с 1972 года) и выпускать подъёмные краны и экскаваторы под товарным знаком FMC Link-Belt. А дочерняя компания Link-Belt Speeder была выделена в Construction Equipment Group, ставшее затем самостоятельным подразделением корпорации FMC. Подразделение занималось производством и сбытом строительного оборудования. Вскоре после этого корпорация FMC начала политику расширения, предполагавшую капитальные вложения в создание в 1967 году гидравлических экскаваторов и новых грузоподъёмных кранов до 1978 года.
Корпорация FMC выпускала пожарные автомобили и насосы, а также рабочие органы к насосным станциям. Компания имела OEM-соглашение с компанией Ladder Towers Inc. на сбыт выдвижных лестниц. В начале 1980-х годов Fire apparatus, являвшееся подразделением компании FMC, пыталось расширить свою роль в выдвижных лестницах для пожарных машин, используя «крановое подразделение» Link-Belt. FMC, в конечном счёте, не удалось расширить производство выдвижных лестниц, а в 1990 году подразделение FMC Fire Apparatus закрывается.
С 1986 года, в связи с глобальными экономическими изменениями, Link-Belt Construction Equipment Company стала совместным предприятием компаний FMC Corporation и Sumitomo Heavy Industries. Это оформило партнёрство компаний, начавшееся ещё в 1962 году, когда Link-Belt Speeder впервые подписала с Sumitomo Heavy Industries лицензионное соглашение на выпуск кранов.

### Реорганизация Link-Belt
В 1998 году в компании было принято решение сосредоточиться на бизнесе по выпуску и продаже грузоподъёмных кранов. В результате проведённой реорганизации компании, экскаваторное подразделение было выделено в независимую компанию LBX Company LLC, ставшую совместным предприятием компаний Case Corp. и Sumitomo Construction Machinery Co. Экскаваторы стали производиться под этой же торговой маркой (Link-Belt).

### Link-Belt Construction Equipment
В 2004 году выпустила новый гусеничный самоходный кран модели 348 HYLAB 5. Модель, оснащённая 470-сильным двигателем Isuzu, имеет решётчатую стрелу (из труб), которая может быть дополнена гуськом-удлинителем (max. высота подъёма 137,7 м). Кабина управления машины оснащена обогревателем и кондиционером. Тогда же компания объявила о грядущей модификации 70-тонной модели колёсного крана HTC-8670.
В 2007 году, на выставке Bauma, компанией была представлена модель HTC-8690 с телескопической стрелой. Особенностью конструкции нового автокрана грузоподъёмностью 81,6 т является его исключительная маневренность — за счёт того, что обе пары мостов являются поворотными.
В 2008 году на выставке в Москве был представлены очередные новые модели от Link-Belt. В частности, был показан улучшенный 90-тонный колёсный кран HTT-8690, созданный на основе модели HTC 8670. Новый кран имеет телескопическую пятисекционную 42,7 метровую стрелу. Компанией была также показана 550-тонная модель гусеничного решётчатого крана HC-548 с базовой стрелой (длиной от 46 м до 108 м) и дополнительным гуськом-удлинителем (длиной до 84 м). Кран HC-548, разработанный совместно с материнской компанией, идёт в двух основных исполнениях — «грузоподъёмном», либо с длинной стрелой. В качестве опции к крану идёт набор оборудования, называющийся «Super Lift», позволяющий увеличить грузоподъёмность машины.
Кроме того, в экспозиции выставки значились ещё два крана Link-Belt: улучшенная модель трёхосного 130-тонного вседорожника RTC-80130 с пятисекционной стрелой (длиной до 50 м) с возможностью удлинения откидными решётчатыми гуськами, а также HTC-3140 LB — улучшенная модель гидравлического 120-тонного автокрана. Кран HTC-3140 LB обладает грузоподъёмностью до 140-тонн и имеет с удлинённую стрелу (длина от 60 м до 95 м).
В 2009 году на выставке в Великобритании был представлен мобильный кран HTT-8675 Series II грузоподъёмностью 70 тонн. Длина телескопической стрелы нового крана — 39 метров (max. до 60 м). При помощи гуська (угол наклона до 45 °) и дополнительных секций её длина может быть увеличена до 70 метров. Особенностью мобильного крана является возможность управлять всеми колёсами рулевым колесом. А в мае на выставке SED компанией были представлены две другие разработки с телескопической стрелой — улучшенная модель автомобильного крана HTT-8675 Series II и новый гидравлический кран на гусеничном ходу. Новая модель TCC-750, оснащена 250-сильным дизелем от Caterpillar и имеет грузоподъёмность 75 тонн. Его четырёхсекционная 39-метровая стрела с тефлоновыми частями может быть дооснащена отклоняемым решётчатым гуськом из двух секций (угол наклона от 2 ° до 45 °) длиной до 17,7 м. Дополнительно для крана компания разработала и поставляет два типа аутригеров, а также навесное оборудование на рабочую стрелу.
В 2010 году был разработан и представлен программный продукт под названием «3D Lift Plan». Софт, не требующий предустановленного пакета САПР, предназначен для планирования строительных работ и позволяет в режиме 3D осуществлять расстановку техники, рассчитывать её тип, характеристики и устойчивость.

### Настоящее время

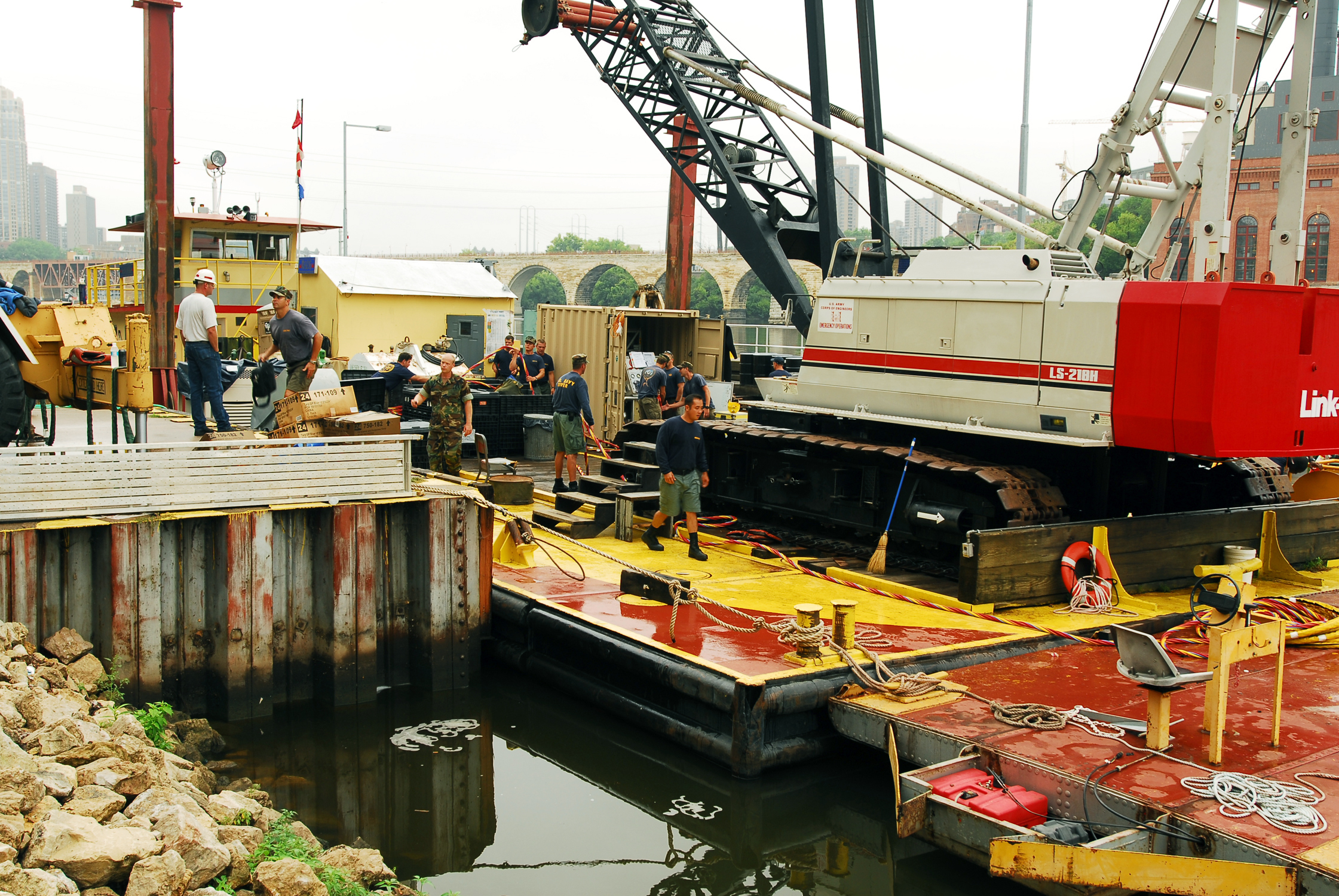
Кран из серии HSL (218 HSL), доки ВМС США

В марте 2011 года на выставке в Лас-Вегасе, компания представила две модели. Первая из них — гусеничный кран из выпускаемой линейки кранов HSL (138, 218, 298 HSL). Новая модель 238 HSL с 286-сильным дизельный двигателем Isuzu (модель 6HK1 с промежуточным охлаждением надувочного воздуха) обладает грузоподъёмностью 150 т и имеет решётчатую стрелу длиной 15,2 м (max. до 79,2 м), которая может наращиваться либо неподвижным, либо наклоняемым гуськом-удлинителем длиной до 24,4 м. Новинка предназначена для мостостроительства, свайных работ, монтажа металлоконструкций и др.
Вторым краном, показанным на выставке, стал стотонный гусеничный кран TCC-1100, оснащённый 320-сильным двигателем Cummins. Новый стотонник имеет стандартную телескопическую стрелу длиной 45,7 м, которая может дооснащаться наклоняемыми гуськами-удлинителями (угол наклона от 2 ° до 45 °): усиленным трёхметровым, либо секционным (до 3 секций) решётчатым длиной до 16,7 м. Скорость передвижения по стройплощадке нового TCC-1100 составит 2,7 км/ч.
Позднее Link-Belt анонсировала сразу две улучшенные модели 140-тонного крана HTC-3140, выпуск которых должен начаться уже в 2012 году. Первая модель в простом варианте, а вторая оснащена удлинённой стрелой (дополнительно маркируется индексом LB). Обе оснащена дизельными двигателями Cummins с 14-ступенчатой коробкой Eaton UltraShift PLUS. Максимальная скорость по шоссе такого крана составляет 104,6 км/ч. Наклоняемая кабина управления (наклон до 20 °) оснащена обогревом и ЖК-дисплеем.
Кроме того, компания объявила о скором появлении второго поколения колёсной модели крана RTC-80100 грузоподъёмностью 100 тонн. Уже стало известно, что она будет оснащена наклоняемой кабиной управления (с наклоном до 20 °), иметь телескопическую стрелу с возможностью наращивания удлинительными секциями, а также решётчатым наклоняемым удлинителем-гуськом (с наклоном в 15, 30 или 45 °).
В этом же году представили новую модель ATC-3275 на пневмоколёсном ходу с 7-секционной телескопической 67,9-метровой основной стрелой, длина которой может быть увеличена с помощью дополнительных секций (max. на 7,6 м), а также наклоняемым гуськом-удлинителем (с наклоном до 45 °) решётчатой конструкции (длиной от 3,7 м до 20,4 м). Скорость передвижения нового крана: по шоссе — 100 км/ч, по стройплощадке — 0,93 км/ч. Link-Belt в этом же году объявила о новой, многофункциональной системе контроля за работой подъёмного крана.

## Деятельность
На выставке 2008 года компания заключает (через подрядчиков и дистрибьюторов) два долгосрочных договора на продажу крупных партий кранов. Всего в рамках двух контрактов заказано 50 автомобильных, вседорожных и гусеничных кранов. В том же году в Лексингтоне, в рамках расширения производства, Link-Belt открыла две новые линии. На новых производственных мощностях будут осуществляться обработка и покраска рабочих поверхностей и деталей, а также будут производиться и собираться основные детали машин и стрелы. В течение следующего года Link-Belt расширяла завод в Лексингтоне: возводила сборочный участок, в котором разместились новые участки сборки кранов. Кроме того, появились производственные участки по модернизации и по переделке техники.
До января 2011 года, согласно действовавшему соглашению с компанией Tadano Ltd, Link-Belt занималась поставками кранов марки Tadano Faun в Северную и Центральную Америку, а также в страны Карибского бассейна.

## Модельный ряд кранов Link-Belt
По состоянию на 2010 год, модельный ряд гусеничных кранов с телескопической стрелой включал модели грузоподъёмностью от 4,9 т до 70 т (с перспективой развития до 100 т).

## Экскаваторы Link-Belt

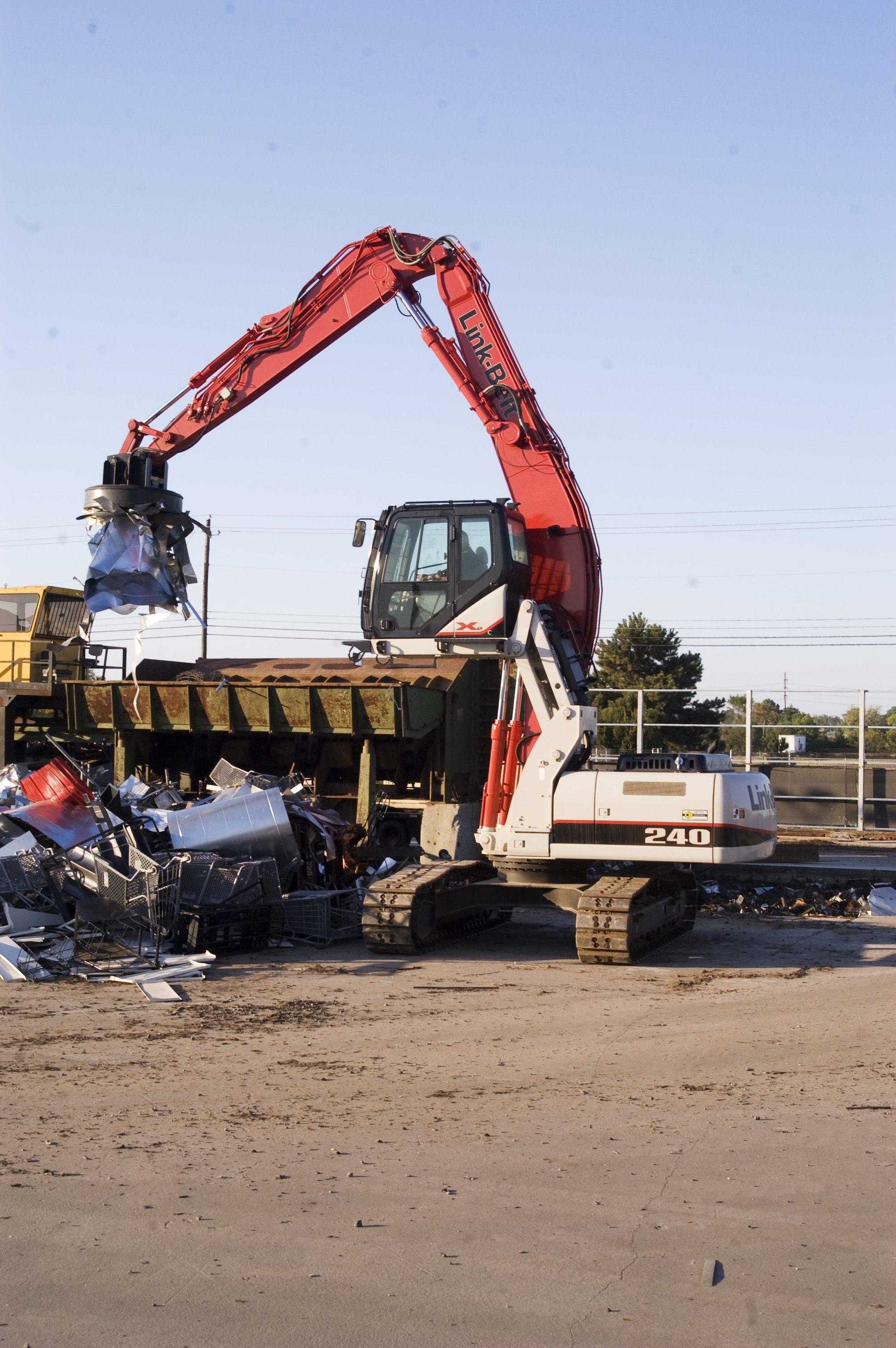
Link-Belt 240 X2 MH (загружает скрап)
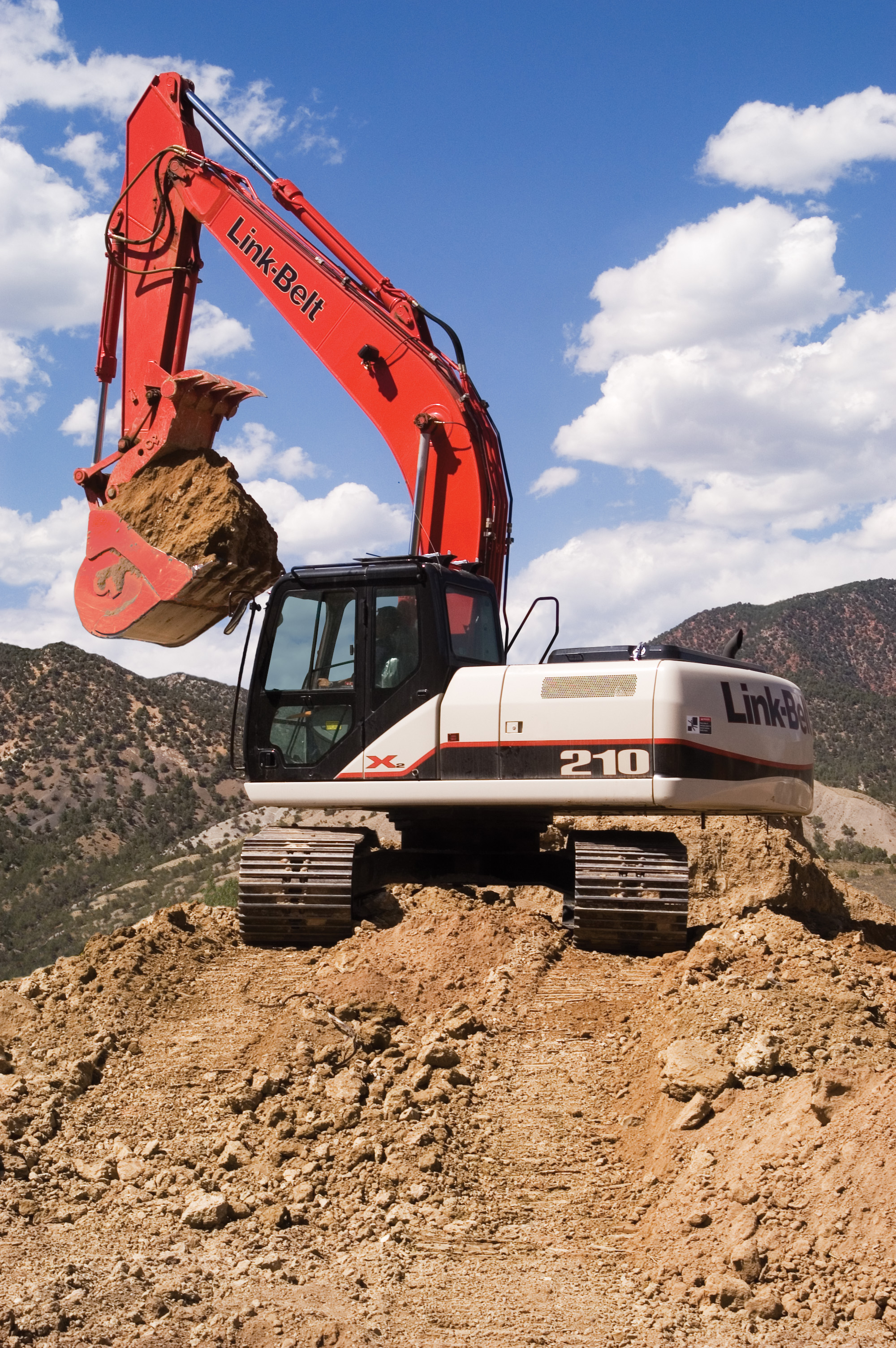
Link-Belt 210 X2
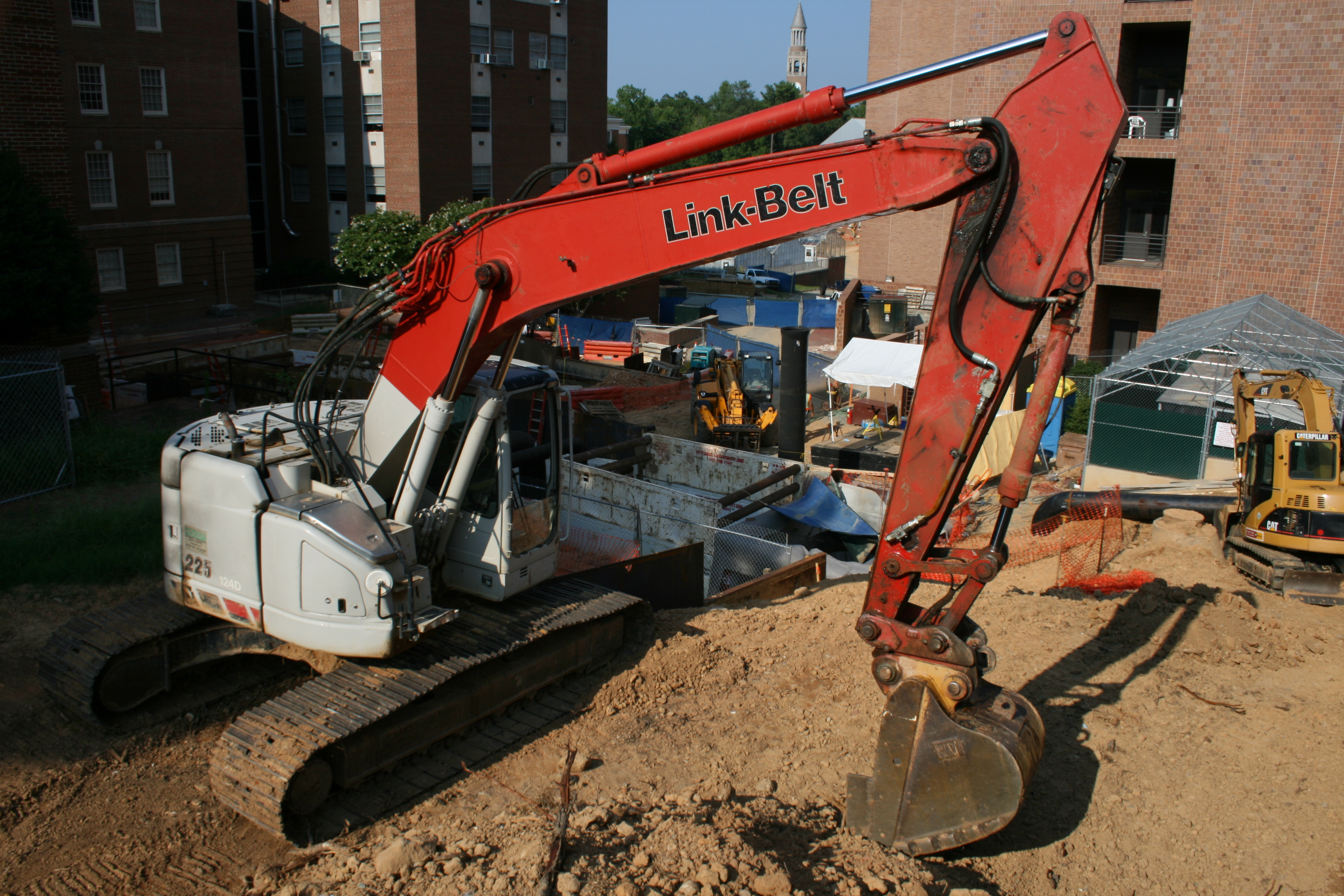
Link-belt 225
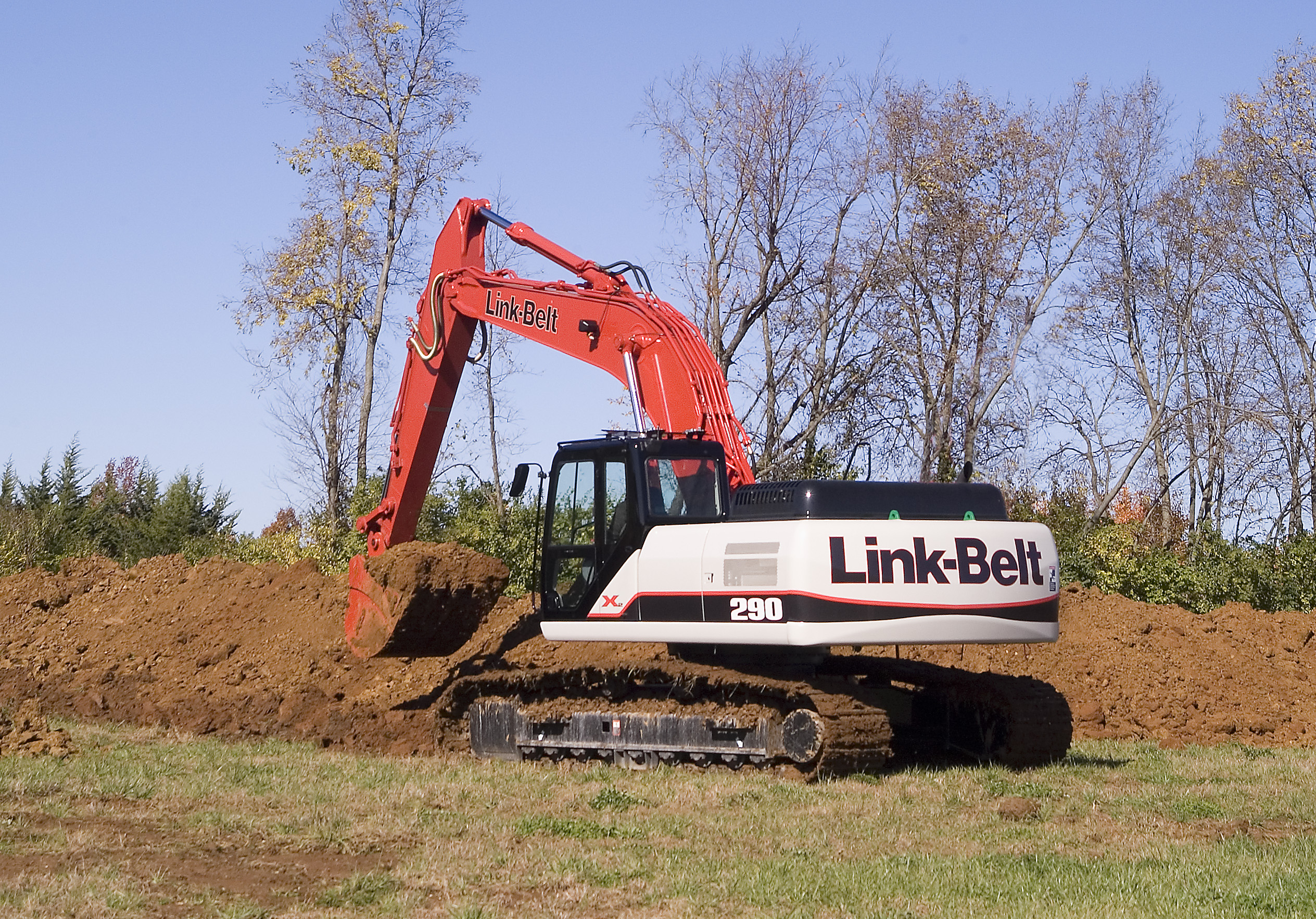
Link-Belt 290 X2
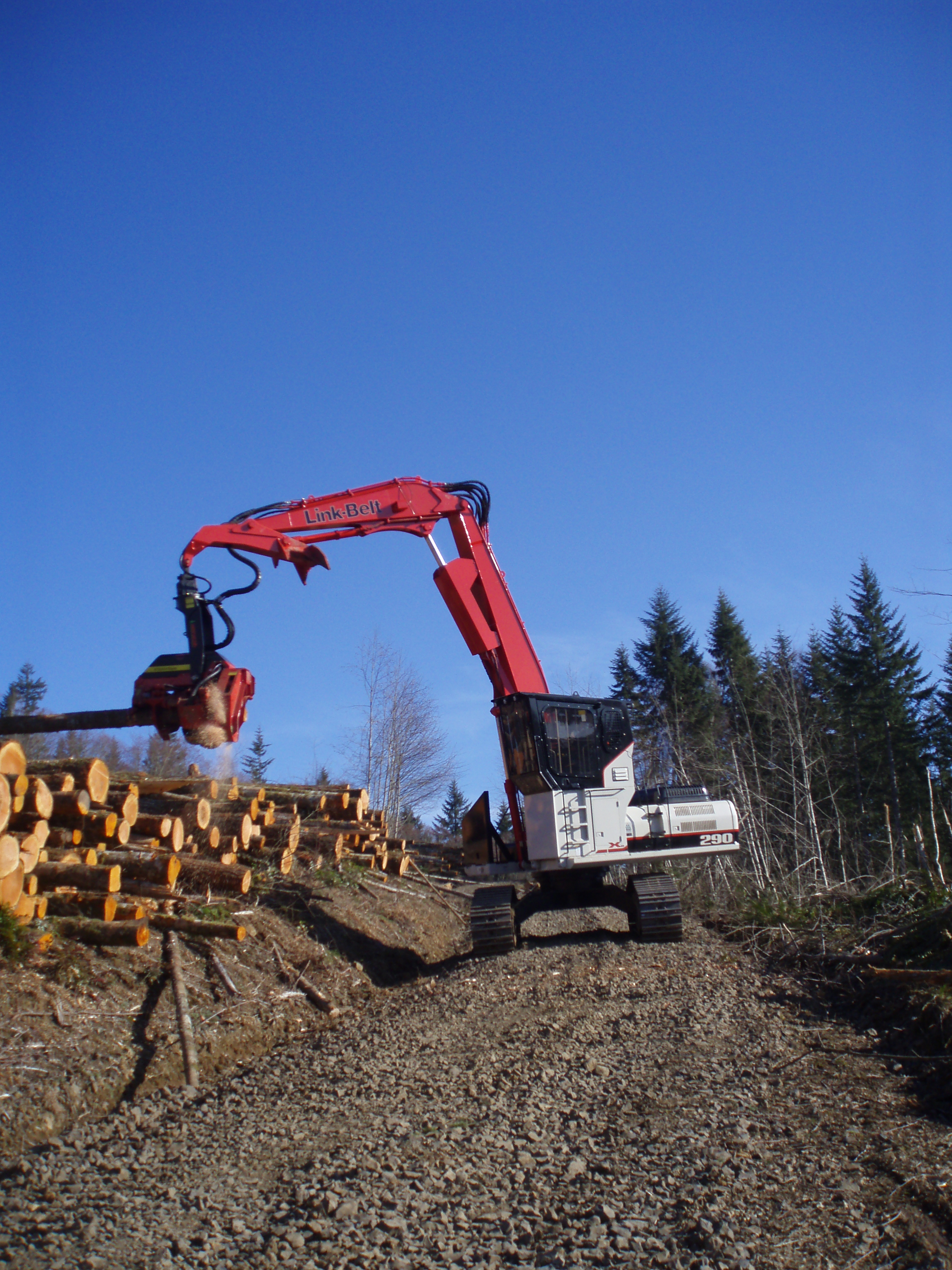
Link-Belt 290 X2 (для лесничеств)
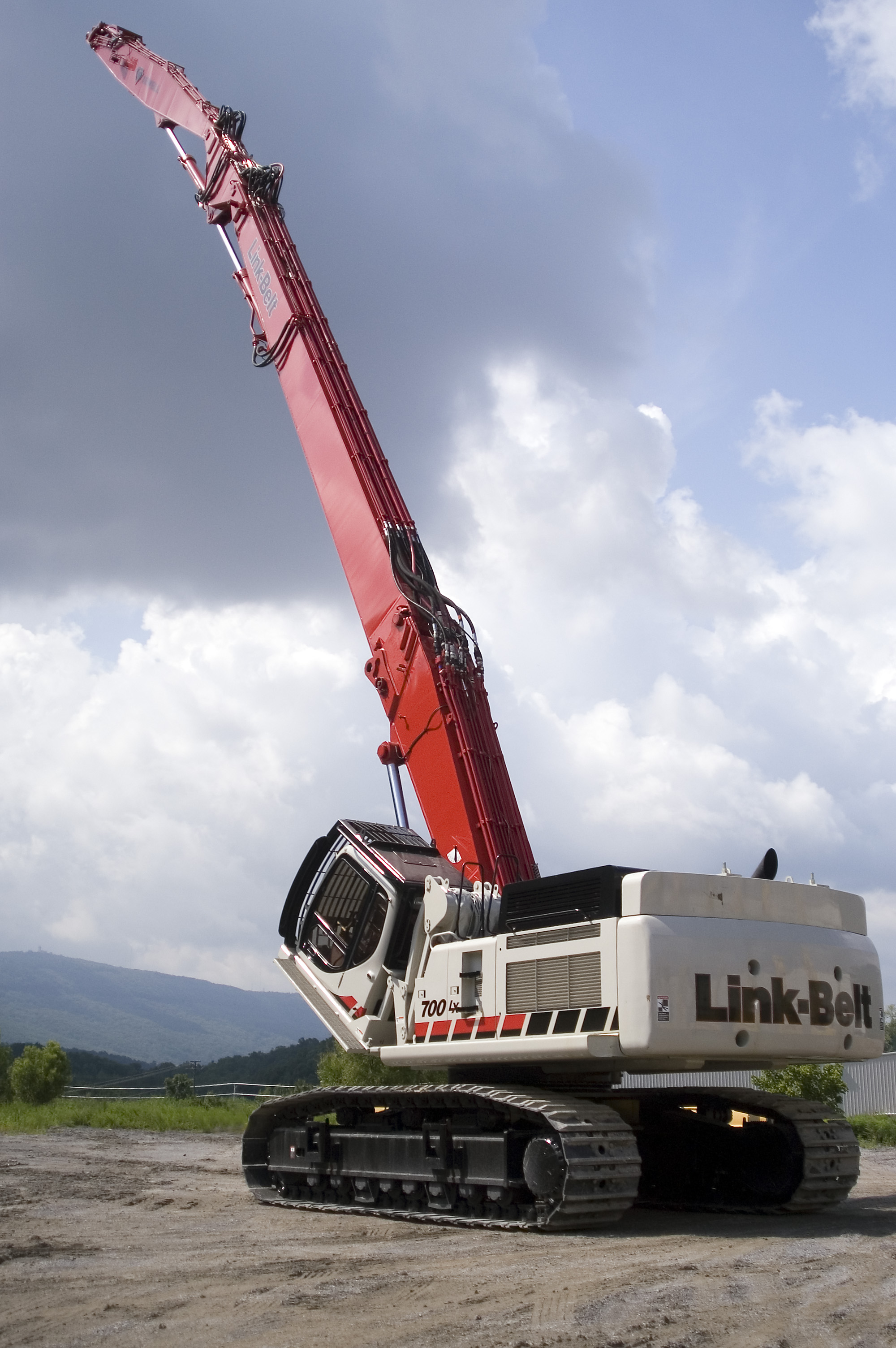
The Link-Belt 700 LX